# Nude (песня)
«Nude» — песня английской рок-группы Radiohead, выпущенная в марте 2008 года в качестве второго сингла их седьмого студийного альбома In Rainbows (2007).
Группа «Radiohead» впервые записала песню «Nude» во время сессий для своего третьего альбома OK Computer (1997), но участники не были удовлетворены результатами. Они исполняли песню несколько раз в течение следующего десятилетия, и она стала одной из их самых известных неизданных песен. Для альбома «In Rainbows» они переделали песню, в неё была включена басовая линия, написанная Колином Гринвудом.
Реклама песни «Nude» сопровождалась музыкальным видео, где группа выступала в замедленной съемке, и конкурсом, в котором поклонникам предлагалось создать ремиксы с использованием отдельных нот. Благодаря росту продаж сингл «Radiohead» стал самым успешным в чарте Billboard Hot 100 со времен их дебютного сингла «Creep» (1992).

## История
Песня «Nude» имела разные рабочие названия, в том числе «Failure to Receive Repayment Will Put Your House at Risk», «Big Ideas» и «(Don’t Get Any) Big Ideas» Окончательное название происходит от ранней версии припева, в котором был следующий текст: «What do you look like when you’re nude?»
Группа «Radiohead» записала версию «Nude» во время первых сессий своего третьего альбома OK Computer (1997) с продюсером Найджелом Годричем. Эта версия, вдохновленная Элом Грином, включала орган Хаммонда, была более точной и имела другой текст. Первоначально группа была довольна записью, но, по словам Годрича, «почему-то каждый её отверг».
Песня «Nude» была впервые исполнена в конце 1990-х годов Томом Йорком Японии. Группа «Radiohead» исполнила песню несколько раз в течение следующего десятилетия, и она стала одной из их самых известных неизданных песен. Группа и Годрич снова работали над песней «Nude» во время сессий для альбомов Kid A (2000) и Hail to the Thief (2003), но не были удовлетворены результатами.
Во время ранних сессий седьмого альбома «Radiohead» In Rainbows (2007) Колин Гринвуд написал новую басовую линию для песни, которая, по словам Годрича, «превратила её из чего-то очень ясного во что-то ритмическое». В песне группой был убран припев и написана новая концовка. Группа исполнила новую версию вместе с другим новым материалом во время своего тура в 2006 году, прежде чем записать три дубля для альбома «In Rainbows» . Был использован последний дубль с наложениями, записанный в Ковент-Гарден , Лондон.
Годрич сказал в 2008 году:
«У песен есть время, когда они по-настоящему оживают — и вы должны поймать такое время. Для песни „Nude“ это время было упущено. Потребовалось изобретать все заново, поймать определённое время и состояние и создать песню, резонирующую с нами. Это была та же самая песня, ничего по сути не изменилось. Изменились люди, играющие её».

## Композиция
Pitchfork описал «Nude» как «элегантную и печальную версию» «насмешливых» песен Kinks или Blur или как инверсию сингла «Radiohead» 1997 года «No Surprises». Текст повествует о «пригородной тоске, сокрушительной скуке, о жизнях, в которых много несбывшегося и которые никуда не ведут». В последовательности аккордов используется двойной тонический комплекс, в котором предлагается как ми-мажор, так и его относительное минорное C #.

## Видеоклип
Видеоклип для песни «Nude» был снят Адамом Бакстоном и Гартом Дженнингсом. Он был выпущен 31 декабря 2007 года как часть веб-трансляции группы Scotch Mist за день до розничного релиза альбома «In Rainbows» В видеоклипе группа «Radiohead» играет в замедленном темпе с перьями, заполняющими экран. По словам Колина Гринвуда:
«Мы просто взяли на прокат камеры у одного пожилого парня, который обычно снимает природу, и попрыгали перед ней. Потом [Бакстон и Дженнингс] отредактировали видео на своем ноутбуке и выложили на YouTube. Это было круто, потому что нам не пришлось брать хитроумные сценарии, устраивать трехнедельные съемки на каком-нибудь заброшенном небоскребе в Лос-Анджелесе и тому подобное. Если начинаешь с мысли „а почему бы не попробовать?“, то это реально дает свободу действий».

## Выпуск
«Nude» был выпущен как сингл 31 марта 2008 года. Группа «Radiohead» провела конкурс для поклонников на создание ремиксов из отдельных нот для гитары, ударных, баса, вокала и струнных, которые можно приобрести через iTunes. Все записи ремиксов транслировались на сайте Radiohead.
Ранняя версия песни «Nude», записанная на сессиях OK Computer, включена в специальную версию переиздания альбома «OK Computer» в 2017 OKNOTOK 1997 2017 .

## Позиции в чартах
Сингл «Nude» превзошел предыдущий сингл In Rainbows «Jigsaw Falling into Place», достигнув 21-го места в британском чарте синглов. Он попал на 37 место в Billboard Hot 100, став вторым топ-хитом Radiohead после " Creep ", достигшего 34 места в 1993 году. Это была также первая песня Radiohead, которая вошла в музыкальный хит-парад Pop 100 . В числе продаж были ремиксы, которые повышали позиции в чартах.

## Чарты
| Чарт (2008)                                 | Позиция |
| ------------------------------------------- | ------- |
| Австрия (Ö3 Austria Top 40)                 | 52      |
| Бельгия/Фландрия (Ultratop 50)              | 12      |
| Бельгия/Валлония (Ultratop 50)              | 16      |
| Канада (Billboard Canadian Hot 100)         | 8       |
| Дания (Tracklisten)                         | 11      |
| Европа (Billboard European Hot 100 Singles) | 30      |
| Финляндия (Suomen virallinen lista)         | 7       |
| Франция (SNEP)                              | 76      |
| Ирландия (IRMA)                             | 18      |
| Италия (FIMI)                               | 2       |
| Нидерланды (Single Top 100)                 | 8       |
| Новая Зеландия (Recorded Music NZ)          | 23      |
| Норвегия (VG-lista)                         | 4       |
| Portugal Digital Songs (Billboard)          | 1       |
| Швеция (Sverigetopplistan)                  | 25      |
| Великобритания (OCC UK Singles)             | 21      |
| Великобритания (OCC UK Indie)               | 1       |
| США (Billboard Hot 100)                     | 37      |

## Список треков
7″
1. «Nude»
2. «4 Minute Warning»[8]

CD
1. «Nude» — 4:17
2. «Down Is the New Up»[8] — 5:00
3. «4 Minute Warning» — 4:05

## Состав
- Том Йорк — вокал
- Колин Гринвуд — бас
- Джонни Гринвуд — гитара, волны Мартено, струнная аранжировка
- Эд О’Брайен — гитара, бэк-вокал
- Фил Селуэй — барабаны